# Yannis Salibur
Yannis Salibur (Saint-Denis, 24 de janeiro de 1991) é um futebolista profissional francês que atua como meia.

## Carreira
Yannis Salibur começou a carreira no Lille.